# Regierung Pholien
Die Regierung Pholien amtierte in Belgien vom 16. August 1950 bis zum 9. Januar 1952. Bei der Parlamentswahl 1950 gewannen die Christdemokraten (PSC/CVP) eine absolute Mehrheit in beiden Kammern. Jean Duvieusart wurde Premierminister einer Alleinregierung der Christdemokraten. Nach der Rückkehr König Leopolds III. nach Belgien kam es zu gewaltsamen Protesten mit Toten. Die Regierung trat zurück, die Regierung Pholien war wieder eine christdemokratische Regierung unter Premierminister Joseph Pholien. Nach innerparteilicher Kritik an seiner Wirtschaftspolitik trat Pholien zurück. Ihm folgte Finanzminister Jean Van Houtte als neuer Premierminister einer christdemokratischen Regierung.

## Kabinett
| Amt                                     | Amtsinhaber            | Partei    | Beginn der Amtszeit | Ende der Amtszeit |
| --------------------------------------- | ---------------------- | --------- | ------------------- | ----------------- |
| Premierminister                         | Joseph Pholien         | PSC/CVP   | 16. August 1950     | 9. Januar 1952    |
| Außenminister                           | Paul van Zeeland       | PSC/CVP   | 16. August 1950     | 9. Januar 1952    |
| Minister für Kommunikation              | Paul-Willem Segers     | PSC/CVP   | 16. August 1950     | 9. Januar 1952    |
| Finanzminister                          | Jean Van Houtte        | PSC/CVP   | 16. August 1950     | 9. Januar 1952    |
| Bildungsminister                        | Pierre Harmel          | PSC/CVP   | 16. August 1950     | 9. Januar 1952    |
| Minister für Gesundheit und Familie     | Alfred De Taeye        | PSC/CVP   | 16. August 1950     | 9. Januar 1952    |
| Minister für Wirtschaft und Mittelstand | Albert Coppé           | PSC/CVP   | 16. August 1950     | 9. Januar 1952    |
| Minister für öffentliche Arbeiten       | Oscar Behogne          | PSC/CVP   | 16. August 1950     | 9. Januar 1952    |
| Kolonialminister                        | André Dequae           | PSC/CVP   | 16. August 1950     | 9. Januar 1952    |
| Innenminister                           | Maurice Brasseur       | PSC/CVP   | 16. August 1950     | 9. Januar 1952    |
| Minister für Wiederaufbau               | Augustus De Boodt      | PSC/CVP   | 16. August 1950     | 9. Januar 1952    |
| Verteidigungsminister                   | Etienne De Greef       | parteilos | 16. August 1950     | 9. Januar 1952    |
| Landwirtschaftsminister                 | Charles Héger          | PSC/CVP   | 16. August 1950     | 9. Januar 1952    |
| Minister für Außenhandel                | Joseph Meurice         | PSC/CVP   | 16. August 1950     | 9. Januar 1952    |
| Justizminister                          | Ludovic Moyersoen      | PSC/CVP   | 16. August 1950     | 9. Januar 1952    |
| Minister für Arbeit und Soziales        | Geeraard Van den Daele | PSC/CVP   | 16. August 1950     | 9. Januar 1952    |